# Криловець Анатолій Олександрович
Анатолій Олександрович Криловець (20 лютого 1961, с. Городище, Корецького району, Рівненської області — 1 травня 2017, с. Вельбівно, Острозького району, Рівненської області) — український поет, перекладач, літературознавець, кандидат філологічних наук, доцент, Відмінник освіти України, член Національної спілки письменників України.

## Життєпис
Народився Анатолій Криловець 20 лютого 1961 року в селі Городище, Корецького району, Рівненської області. Виріс на хуторі.
Вчився у трьох школах. У другому класі почав віршувати. У восьмому класі взяв участь у конкурсі «Весна-красна», в результаті якого поезію Анатолія «Люблю весну» опублікували в газеті «Зірка». Перші серйозні вірші з'явилися в старших класах. Тоді він вчився у сусідньому селі Великі Межиричі.
Вищу освіту здобув у Рівненському педінституті на спеціальності українська філологія, який закінчив 1983 року з відзнакою.
Протягом чотирьох років був учителем української мови і літератури у Крилівській сільській школі Острозького району.
Чотири роки викладав у Рівненському державному педагогічному інституті, після чого ще чотири — навчався в аспірантурі, а згодом — докторантурі Національного педагогічного університету імені М. П. Драгоманова.
З жовтня 1994 року Анатолій Криловець працював в Національному університеті «Острозька академія». Саме він став ініціатором відкриття таких спеціальностей: спочатку «Українська мова та література», а через рік — «Літературна творчість».
1991 рік — видання дебютної збірки віршів «Великдень гряде!».
10 листопада 1995 року поет став членом Національної спілки письменників України.
Став ініціатором заснування літерної премії імені Михайла Дубова, яка щорічно присуджується за найкращий літературний дебют в номінаціях «Поезія», «Проза», «Літературна критика і літературознавство» з 2011 року рівненською обласною організацією НСПУ.
Помер 1 травня 2017, с. Вельбівно, Острозького району, Рівненської області.

### Цікаві факти
Готуючи до друку другу збірку «Скресання», потрібно було вказати номер замовлення. Автор назвав довільне число — 854. Рівно стільки днів Анатолій чекав на прийняття до спілки.
Анатолій Криловець народився в один день із письменником Уласом Самчуком, рівно через 56 років.
20 лютого 2021 року Анатолію Криловцю мало виповнитися б 60 років, а через 5 днів, 25 лютого 2021 року, відзначалося 150 років із дня народження великої Лесі Українки, котру він активно досліджував як вчений.

## Поетична творчість
Анатолій Криловець — автор восьми поетичних книг:
- «Великдень гряде!» (1991);
- «Скресання» (1993);
- «Друга чаша» (1999);
- «Похмілля» (2004);
- «Моя вселенська тимчасовість» (2006);
- «Поезії взаємне почуття» (2012);
- «Птаху судились крила» (2014);
- «Квітка щастя» (2014);
- «Птаху судились крила» (2014) — книга поезій, що стала результатом творчого союзу Анатолія Криловця та Павла Кричевського (вміщено поезії вказаних авторів, в також взаємні переклади віршів).
- «Корона» (2015)

### Рецензії
Написано ряд рецензій, що стосуються поетичної творчости Анатолія Криловця. А саме:
- Павло Кричевський. Рецензія на поему А. Криловця «Корона» (http://maysterni.com/publication.php?id=119025)  [Архівовано 15 березня 2022 у Wayback Machine.]
- Валентина Люліч. Рецензія на збірку поезій Анатолія Криловця «Квітка щастя» (http://maysterni.com/publication.php?id=110989) [Архівовано 15 березня 2022 у Wayback Machine.]
- Валерій Полковський. Нові обрії поета і перекладача Анатолія Криловця (http://maysterni.com/publication.php?id=110857) [Архівовано 15 березня 2022 у Wayback Machine.]

### Присвяти
Віктор Гусаров присвятив Анатолію Криловцю вірш «Крила Криловця» (https://perspekt.org.ua/news/novyj-resurs9).
Володимир Криловець, син Анатолія Криловця, присвятив вірш батькові (https://www.youtube.com/watch?v=IZVtw82zILA&list=UUbQETovf3QScht1Mr4CWNTw&index=99).

## Наукова діяльність

### Збірники наукових праць
- «Камінний господар» Лесі Українки та феномен середньовіччя: зб. наук. пр. / за ред. А. Криловеця, Я. Поліщука. Рівне: Перспектива, 1998. 101 с.

- «Кассандра» Лесі Українки і європейський модерн: зб. наук. пр. / за ред. А. Криловеця, Я. Поліщука. Остріг, 1998. 91 с.

### Монографії
- Вишенський Іван. Острозька  Академія XVI—XVII ст.: Енциклопедичне видання: монографія. Острог: ТзОВ-фірма «Принт-Хауз», 1997. С. 32-33 , с. 1-2

### Книги
- Лицедійство: філософська проблематика в українській драмі початку XX століття. Рівне: ВАТ «Рівненська друкарня». 2009. 140 с.
- Українська література перших десятиріч XX століття: філософські проблеми. Тернопіль: Навчальна книга «Богдан», 2005. 256 с.
- Художня філософія Лесі Українки: навч. посіб. Рівне: Діва, 1997. 68 с.

### Аналітика
1. «Сім струн я торкаю…» (із секретів поетичної творчості Лесі Українки) (http://maysterni.com/publication.php?id=87292). [Архівовано 15 березня 2022 у Wayback Machine.]

### Наукове керівництво
Був науковим керівником таких дисертаційних робіт:
- Крупка М. А. Емансипаційні тенденції в українській жіночій прозі кінця XIX — початку XX століть: автореф. дис. … канд. філол. наук : 10.01.01. Київ, 2004. 20 с.
- Саковець С. П. Міфопоетика поезії Василя Стуса: автореф. дис. … канд. філол. наук : 10.01.01. Одеса, 2012. 19 с.

## Відзнаки
Лауреат
- Всеукраїнської літературної премії «Благовіст» за збірку «Моя вселенська тимчасовість»,
- премії імені Валер'яна Поліщука за книжку «Поезії взаємне почуття»,
- премії імені Василя Юхимовича за збірку лірики «Квітка щастя».

## Вшанування
У 2019 році було створено щорічну премію для промоції творчості українських письменників в номінаціях: «Любовна лірика» та «Філософська лірика». Пропозиції щодо претендентів на здобуття Премії подають творчими спілками, асоціаціями, літературними об'єднаннями, національно-просвітницькими товариствами, редакціями періодичних видань, а також окремими літераторами.
Премію присуджують щороку 20 лютого до дня народження Криловця Анатолія Олександровича. Переможців нагороджують грошовою премією та дипломом. Присуджують премію лауреатів першого, другого та третього ступенів у кожній із номінацій.